# Елеонский, Фёдор Герасимович
Фёдор Гера́симович Елео́нский (1836—1906) — русский православный библеист, специалист по ветхозаветной библейской истории и истории Библии. Заслуженный профессор Санкт-Петербургской духовной академии.

## Биография
Родился 12 (24) апреля 1836 года в Нижегородской губернии, в семье диакона церкви села Успенское Герасима Владимирского; новую фамилию — Елеонский, получил при поступлении в семинарию. Как вспоминал его племянник, Александр Львович Катанский:

Когда мой дед, сам по фамилии Владимирский, имея трёх сыновей с различными фамилиями (Катанский, Садов и Елеонский), заявил в свою очередь, что желал бы своему четвертому сыну, Федору Герасимовичу, дать фамилию «Фаворский», о. ректор пришел в негодование, воскликнув: «Что же это такое? что за пестрота? Я знаю, что твой третий сын учится в семинарии <…>, так пусть будет твой четвертый сын также Елеонский». 

Окончив Нижегородскую духовную семинарию (1858), вместе со своим племянником, Александром Катанским, который был младше его всего на полгода, уехал в 1859 году поступать в Санкт-Петербургскую духовную академию. Катанский вспоминал: 

В свое время мы обратились <…> с просьбой рекомендовать нас в качестве кандидатов для поступления в С.-Петербургскую академию на казенный счет <…> но из канцелярии обер-прокурора Св. Синода получен был отказ, несмотря на отличную рекомендацию, данную нам со стороны семинарского начальства. Другого исхода нельзя было и ожидать после Высочайшего посещения нашей семинарии 21 августа 1858 г. Тогда мы решились ехать на свой счет, «волонтерами»
В академии получил звание магистра богословия, защитив диссертацию «О состоянии русского раскола при Петре I». После окончания Академии в 1863 году 9-м магистром XXV-го курса, преподавал в духовных семинариях: сначала — в Рижской, затем — в Казанской (преподавателем гражданской истории), и затем, с 1864 года — в Литовской. В том же 1864 году был назначен преподавателем Виленского училища для девиц духовного звания. В 1865 году стал библиотекарем Литовской духовной семинарии, а в 1867 году — членом педагогического собрания правления семинарии. Во время пребывания в Литовской семинарии в 1, 2 и 6-м томах «Археографического сборника», издававшегося при управлении Виленского учебного округа были опубликованы его краеведческие изыскания. Тогда же совместно с А. П. Демьяновичем он перевёл книгу И. И. Овербека «Свет с Востока: Взгляд на кафолическое православие сравнительно с папством и протестантством» (Вильна, 1867). 
В 1870 году вступил в преподавательский состав Санкт-Петербургской духовной академии — был избран Советом академии, по представлению профессора академии И. В. Чельцова, на должность доцента академии кафедры библейской истории. В 1875 году стал экстраординарным профессором; в 1884 году защитил докторскую диссертацию по теме «История израильского народа в Египте от поселения в земле Гесем до египетских казней» (СПб., 1884) и занял должность ординарного профессора.
С началом преподавания в Петербургской академии библейская тематика стала основной в его исследовательской работе. Основной его заслугой стало введение в оборот отечественной церковной науки современных данных активно развивавшихся в то время таких дисциплин, как египтология, ассириология и др. Определяя задачу своей докторской диссертации, он, в частности, писал, что «данные египтологии <…> имеют весьма важные значения в библейском отношении, т. к. они вообще способствуют оживлению <…> библейско-исторических представлений, а в некоторых пунктах дают возможность раскрыть и восполнить слишком краткие <…> сведения, сообщаемые библейским Бытописателем». Елеонский был представителем дореволюционной школы отечественной библеистики, которая характеризовалась высоким уровнем языковой подготовки и отстаивала сложившиеся традиционные представления. Множество статей и исследований было размещено им в «Христианском чтении» и «Церковном вестнике». Он принимал участие в научном издании «Толкования на Ветхий Завет» — книги пророка Исаии (1883—1886), и в издании нового перевода «Творений св. Иоанна Златоуста» (т. V).
С 1890 по 1896 годы Ф. Г. Елеонский исполнял обязанности заведующего Санкт-Петербургской Синодальной типографией. В 1891 году получил чин действительного статского советника, в 1896 году — звание заслуженного профессора.
В 1897 году вышел в отставку и в следующем, 1898 году, был избран почётным членом Санкт-Петербургской духовной академии. Награждён орденом Св. Станислава 1-й степени.
В 1900 году он активно включился в дело издания Православной богословской энциклопедии. Также в это время он поместил ряд статей в «Церковном вестнике» о трудах Елисаветинских исправителей славянского перевода Библии.
Умер в Санкт-Петербурге 3 (16) ноября 1906 года, похоронен на Никольском кладбище Александро-Невской лавры.